# 東林恩 (密蘇里州)
東林恩（英語：East Lynne）是位於美國密蘇里州卡斯縣的城市。

## 人口
根據2020年美國人口普查的數據，東林恩的面積為0.84平方千米，皆為陸地。當地共有人口294人，而人口密度為每平方千米350人。